# Roberto Moldavsky
Roberto Gabriel Moldavsky (Buenos Aires, 12 de septiembre de 1962) es un humorista, actor, escritor, guionista, presentador de televisión y director de cine y televisión argentino.

## Carrera
Seguidor del humor de íconos como Alberto Olmedo, Enrique Pinti y Tato Bores, desde muy chico Moldavsky se destacó entre su grupo de amigos por ser el que hacía reír a todos con los chistes que contaba. Heredó su pasión por el humor de su padre Jacobo Moldavsky. Trabajó hasta los cincuenta años en un comercio del barrio de Once como vendedor de ropa, hasta que se anotó a un curso de stand up. También trabajó en la Embajada de Israel, país en el que vivió durante una década. Luego fue invitado al programa de radio de Fernando Bravo, en donde estaba programado que hiciera un monólogo sobre el Año Nuevo judío durante siete minutos. Terminó haciendo reír a los presentes y a los oyentes durante media hora.
Posteriormente conoce al productor Gustavo Yankelevich, quien lo motivó a que su humor lo hiciera de manera más profesional. Comenzó de lleno a trabajar no solo en el teatro en decenas de espectáculos, sino también en la televisión en programas como Susana Giménez, Morfi, todos a la mesa y Por el mundo. En 2020 integró junto con un amplio personal de famosos, entre los que se encuentran Patricia Sosa, Iliana Calabró, Victoria Xipolitakis, Leticia Siciliani, Claudia Villafañe, Ezequiel "El Polaco" Cwirkaluk y Federico Bal, el reality MasterChef Celebrity Argentina. También trabajó como actor de publicidades como fue la de las milanesa de soja Granja del Sol o Aziatop.
Fue contratado en varios eventos privados, haciéndolo frente al expresidente Mauricio Macri. Fue guionista, director y actor de su obra Moldavsky sigue suelto en Mar del Plata!!!. Con su espectáculo en la temporada 2019-2020, Moldavsky Reperfilado, logró alcanzar el top 5 de la taquilla teatral de Mar del Plata.
En el 2019 publicó su primer libro, titulado Goy Friendly, una especie de biografía del humorista argentino bajo la Editorial Planeta.
En cine debuta como protagonista junto a Jorgelina Aruzzi en la película Ex casados (2021), con dirección de Sabrina Farji.

## Premios[8]
- 2019: Premio Estrella de Mar al Mejor Espectáculo de Humor en Mar del Plata.
- 2019: Premio AADET-Asociación Argentina de empresarios teatrales.
- 2018: Premio Ace a la Mejor Labor Humorística en Teatro.
- 2017: se le entregó un Premio Martín Fierro a la mejor labor humorística por su participación en el programa Morfi, todos a la mesa, también conocida como La peña de morfi, conducido por Gerardo Rozín y Jesica Cirio.[9]
- 2016 - Martín Fierro a mejor programa de radio por AM Bravo Continental
- 2015: Fue galardonado con el Premio Argentores por su micro programa de humor en radio Continental.

## Filmografía
| Año  | Título     | Personaje | Notas         |
| ---- | ---------- | --------- | ------------- |
| 2021 | Ex casados | Roberto   | Debut en cine |

## Televisión
- 2024: 1D2
- 2022-2023: ¿Quién es la máscara?.
- 2022: La Peña de Morfi
- 2021-2022: Trato hecho.
- 2020: MasterChef Celebrity Argentina.
- 2019: Susana Giménez.
- 2018: Por el mundo.
- 2016-2018: Morfi, todos a la mesa.
- 2016: Comedy Central LA.
- 2016: Hora de reír
- 2016: Bendita.

## Teatro
- Moldavsky - Temporada de casa
- Moldavsky reperfilado
- Moldavsky suelto en el Apolo (actor)
- Moldavsky sigue suelto en Mar del Plata!!! (guionista, director y actor)
- Nada en común - Campa & Moldavsky (actor)
- Moldavsky (actor)
- Distintos 2. Stand up (actor)
- La vida según Moldavsky (actor)
- Moldavsky Shaaa (actor)
- Teatro Kosher (actor)
- Goy friendly (actor)
- Boris comedy group (actor)
- Sociedad de Comedia (actor)
- NYC 11 (actor)

## Libro
- Goy Friendly – Editorial Ateneo

## Radio
- 2011 a 2020 – Labor Humorística Radio Continental

## Giras
- 2017 - Noviembre – Gira Israel
- 2018 – Marzo – Moldavsky – Teatro Maravillas - Madrid
- 2018 - Noviembre – Gira Israel  (Kfar Saba – Tel Aviv – Beer Sheva – Kiriat Motzkin)
- 2019 – Noviembre – Gira Israel – Dublín – Londres – Madrid – Barcelona